# Al-Hawash (Homs)
Al-Hawash (in arabo الحواش‎?, al-Ḥwāsh) è una città cristiana greco-ortodossa situata nel nord-ovest della Siria, vicino al confine libanese e amministrativamente appartenente al governatorato di Homs. Le città confinanti includono al-Husn e Marmarita ad ovest, Shin ad est e Talkalakh a sud-ovest. Secondo il Dipartimento centrale di statistica siriano (CBS), al-Hawash contava una popolazione di 4.067 abitanti nel 2004. L'intera popolazione è di religione cristiana, proprio come la maggior parte dei villaggi nella zona.
La sua posizione, nel mezzo di una montagna di conifere, la rende una popolare e privilegiata meta estiva. Al-Hawash è il villaggio più grande dell'area nota come Valle dei Cristiani (Wadi al-Nasarah). È un importante sito storico ed era una popolare attrazione turistica prima dello scoppio della guerra civile siriana.

## Etimologia
Il nome Hawash deriva da hoshe, che in arabo significa "corsage" o luogo fiorito.
È stata avanzata anche l'ipotesi che wash provenga dall'antico siriaco e significhi "terra buona".

## Storia
Si dice che le origini di al-Hawash risalgano al XVIII secolo. Insieme a molti altri villaggi della zona, i primi abitanti di al-Hawash erano emigrati dal Libano e dalla pianura meridionale di Auranitide. I primi insediamenti risalgono già al tardo XVII secolo, ed è anche noto che il villaggio facesse parte dei territori della Fenicia.